# Gripopteryx pinima
Gripopteryx pinima är en bäcksländeart som beskrevs av Froehlich 1993. Gripopteryx pinima ingår i släktet Gripopteryx och familjen Gripopterygidae. Inga underarter finns listade i Catalogue of Life.